# Mons Røisland
Mons Røisland (* 28. Januar 1997 in Lørenskog) ist ein norwegischer Snowboarder. Er startet in den Disziplinen Slopestyle und Big Air.

## Werdegang
Røisland nimmt seit 2011 an Wettbewerben der TTR World Snowboard Tour teil. Dabei erreichte er im Januar 2012 beim World Rookie Fest in Livigno mit dem dritten Platz im Slopestyle seine erste Podestplatzierung. Im Januar 2014 errang er bei den Burton European Open in Laax den dritten Platz im Slopestyle. In der Saison 2014/15 siegte er bei den Nanshan Open in Peking und bei den Völkl World Rookie Finals in Ischgl und belegte bei den Pamporovo Freestyle Open den zweiten Platz jeweils im Slopestyle. In der folgenden Saison kam er beim Air & Style in Peking und in Innsbruck jeweils auf den 14. und in Los Angeles auf den 23. Platz. Bei den Winter-X-Games 2016 in Aspen gewann er die Bronzemedaille im Slopestyle. Im Snowboard-Weltcup debütierte er im Februar 2016 in Boston. Dabei belegte er den sechsten Platz im Big Air. Im selben Monat errang er bei den X-Games Oslo 2016 den neunten Platz im Big Air. Bei den Snowboard-Weltmeisterschaften 2016 in Yabuli wurde er Achter im Slopestyle. Im Januar 2017 holte er im Slopestyle am Kreischberg seinen ersten Weltcupsieg und erreichte damit zum Saisonende den achten Platz im Slopestyle-Weltcup. Bei den Winter-X-Games 2017 wurde er Sechster im Slopestyle und bei den X-Games Norway 2017 in Hafjell Zehnter im Big Air und Achter im Slopestyle. Im März 2017 belegte er bei den Snowboard-Weltmeisterschaften 2017 in Sierra Nevada den 20. Rang im Big Air. In der Saison 2017/18 holte er im Big Air in Copper Mountain seinen zweiten Weltcupsieg und belegte bei den Olympischen Winterspielen 2018 in Pyeongchang den 12. Platz im Slopestyle. Zudem wurde er Dritter im Slopestyle bei der Winter Dew Tour in Breckenridge und errang bei den Winter-X-Games 2018 den 16. Platz im Slopestyle und den siebten Platz im Big Air und bei den X-Games Norway 2018 in Fornebu den 14. Platz im Big Air.
Nach dritten Plätzen im Big Air beim Weltcup in Cardrona und bei der Winter Dew Tour in Breckenridge zu Beginn der Saison 2018/19, holte Røisland im Slopestyle in Copper Mountain seinen dritten Weltcupsieg. Bei den Winter-X-Games 2019 gewann er die Bronzemedaille im Slopestyle. Bei den Snowboard-Weltmeisterschaften 2019 in Park City wurde er Siebter im Slopestyle und bei den X-Games Norway 2019 Zehnter im Big Air. Im folgenden Jahr holte er bei den Winter-X-Games die Silbermedaille im Slopestyle und errang bei den X-Games Norway in Hafjell den fünften Platz im Slopestyle und den vierten Platz im Big Air. In der Saison 2020/21 errang er mit Platz fünf in Laax und Rang drei am Kreischberg den dritten Platz im Big-Air-Weltcup. In den folgenden Saison gewann er mit einem dritten Platz sowie zwei zweiten Plätzen, den Park & Pipe-Weltcup. Zudem errang er den dritten Platz im Slopestyle-Weltcup. Bei den Winter-X-Games 2022 wurde er Neunter im Slopestyle und Fünfter im Big Air. Beim Saisonhöhepunkt, den Olympischen Winterspielen 2022 in Peking, holte er die Silbermedaille im Big Air. Zudem errang er dort den siebten Platz im Slopestyle. Ende März 2022 wurde er norwegischer Meister in der Halfpipe.